# Alpaková vlna
Alpaková vlna
je textilní materiál ze srsti jihoamerických velbloudovitých zvířat.

## Z historie alpaky
Alpaky patří k ochočeným camelidům. Tento druh velbloudů se dostal do Jižní Ameriky před 2,5 miliony let. Asi před 6 000 roky se alpaky (s vysokou pravděpodobností) vyvinuly z vikuní.
Celá tisíciletí byla alpaková vlna vysoce ceněná, po invazi Španělů se však alpaky dlouhou dobu chovaly jen na maso. V polovině 19. století se začala dovážet alpaková vlna do Evropy a od 20. století se chovají alpaky systematicky k získání kvalitní vlny. Na začátku 21. století se odhadoval počet zvířat na 3,5 miliony a celosvětová produkce surové vlny obnášela 4 000 tun (asi 90 % v Peru).

## Stříž alpakové vlny
Textilní vlákna se získávají ze dvou druhů alpaky: asi 90 % z nich je huacyaya (s lehce kadeřavou srstí) a 10 % je suri (hustější srst, téměř hladká, hedvábně lesklá vlákna, velmi málo hrubých chlupů). Srst narůstá za rok asi o 100–125 mm, stříž se provádí většinou ručně se ziskem cca 3 kg surové vlny.

## Vlastnosti alpakových vláken
Srst alpaky obsahuje asi 10 % hrubých vláken (chlupů). Vlastnosti spřadatelných vláken:
tloušťka nejjemnějších = pod 20 µm a nejhrubších = nad 30 µm, délka = 6–15 cm, pevnost cca 16 cN/tex,
lineární hustota = 8,0 dtex, specifická hmotnost = 1,3 g/cm3
Vlákna jsou málo zkadeřená (asi 2 zákruty na cm, oproti ovčí vlně se 6 zákruty), s mikroskopickými dutinami (tepelná izolace), s nízkou náchylností ke žmolkování, sráživost je silnější než u vlny, v srsti se vyskytuje asi 20 barevných odstínů

## Zpracování alpakové vlny
Praná a odchlupená alpaka se dá zpracovávat vlnařskou přádní technologií po patřičném přizpůsobení běžných strojních zařízeních. Vlastnosti vláken a minimální velikost přádních partií zapříčiňují poměrně vysoké výrobní náklady (např. mykací a česací stroje pracují s velmi nízkým výkonem cca 15 kg/hod., více než 8 přetrhů příze na kilogram na prstencových dopřádacích strojích).
Z většiny materiálu se vyrábějí česané příze, jen menší část se zpracovává na příze mykané.
Příze ze 100 % alpaky musí obsahovat v průřezu nejméně 40 vláken, to znamená maximální výpřed cca 20 tex. Pevnost jednoduché příze přesahuje sotva 5 cN/tex, skaním a směsováním alpaky s jemnou ovčí vlnou se dá zvýšit pevnost o 20–30 %.
Z příze se vyrábí vice pletenin než tkanin.
Pleteniny z alpaky jsou měkčí na omak než stejné výrobky z ovčí vlny.
O způsobu průmyslového zpracování alpakové příze na tkaniny ani na pleteniny nebylo dosud (2016) nic publikováno. Známé jsou jen ukázky amatérské výroby příze a tkanin.

## Použití textilií z alpakové vlny
Příze na ruční pletení, pleteniny (často počesávané): svrchní oděvy, bytové textilie, tkaniny: umělé kožešiny, deky, šály
Ceny výrobků z alpaky (2016):
šál = 50–200 €, svetr = 100–300 €, ponožky = 10 €, deka = 350 €

## Alpaka jako obchodní označení
je známá (jen) z odborné literatury popisující
- tkaninu v plátnové vazbě ze skané bavlněné příze v osnově a s útkem z neplstivé ovčí vlny[9][1]
- bavlnářskou tkaninu v odvozené plátnové vazbě s tužící úpravou, používá se jako podklad na ruční výšivky[1]
- hustou, lesklou tkaninu s jemně zrnitým povrchem v plátnové nebo panamové vazbě, s osnovou z viskózových filamentů a útkem z bavlněné nebo vlněné příze[1]
- trhané, použité polovlněné textilie = surovinu pro vigoňové příze[10]

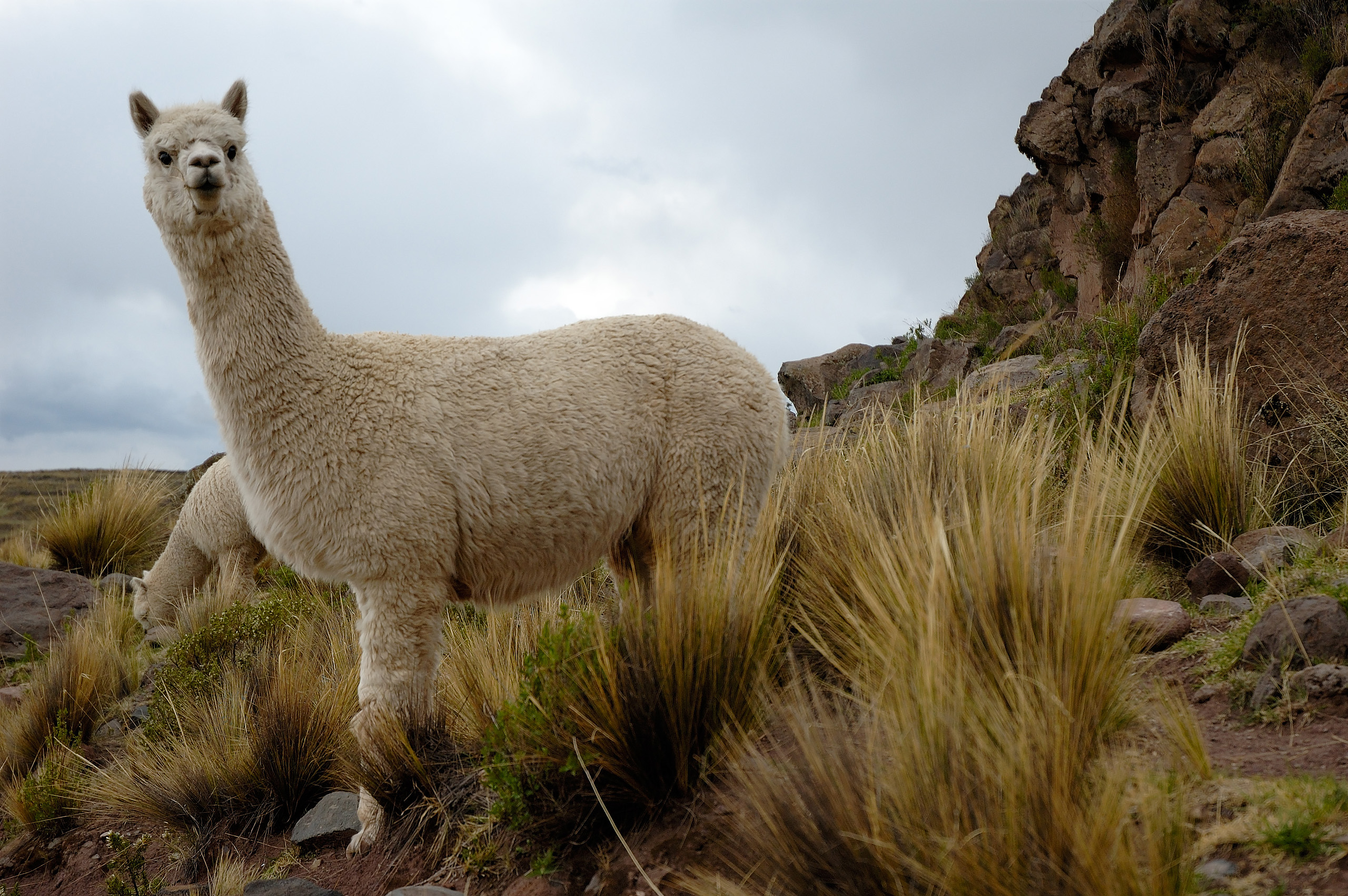
Peruánské huycaya alpaky
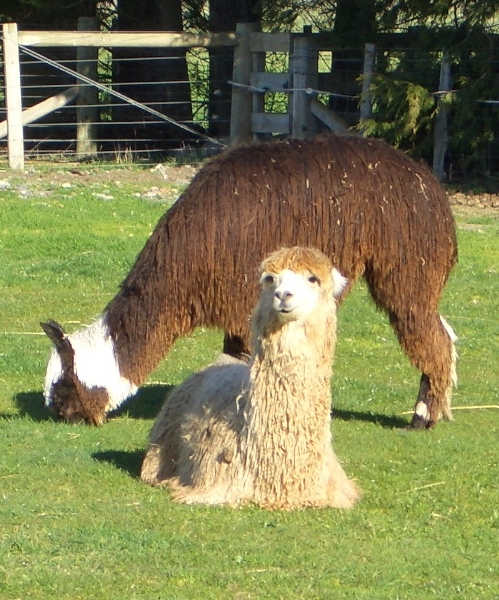
Mladé suri alpaky
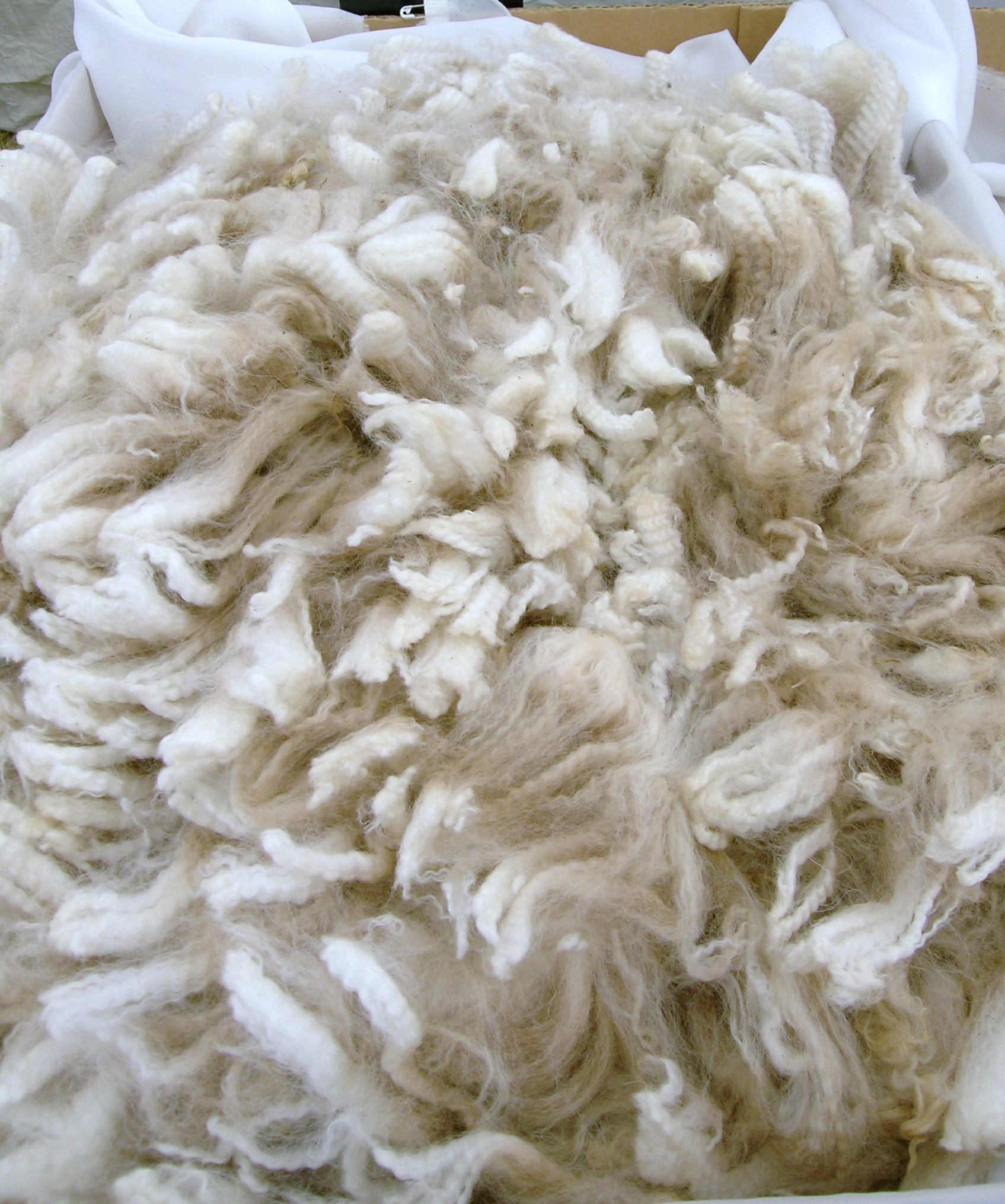
Vlněné rouno z australské alpaky
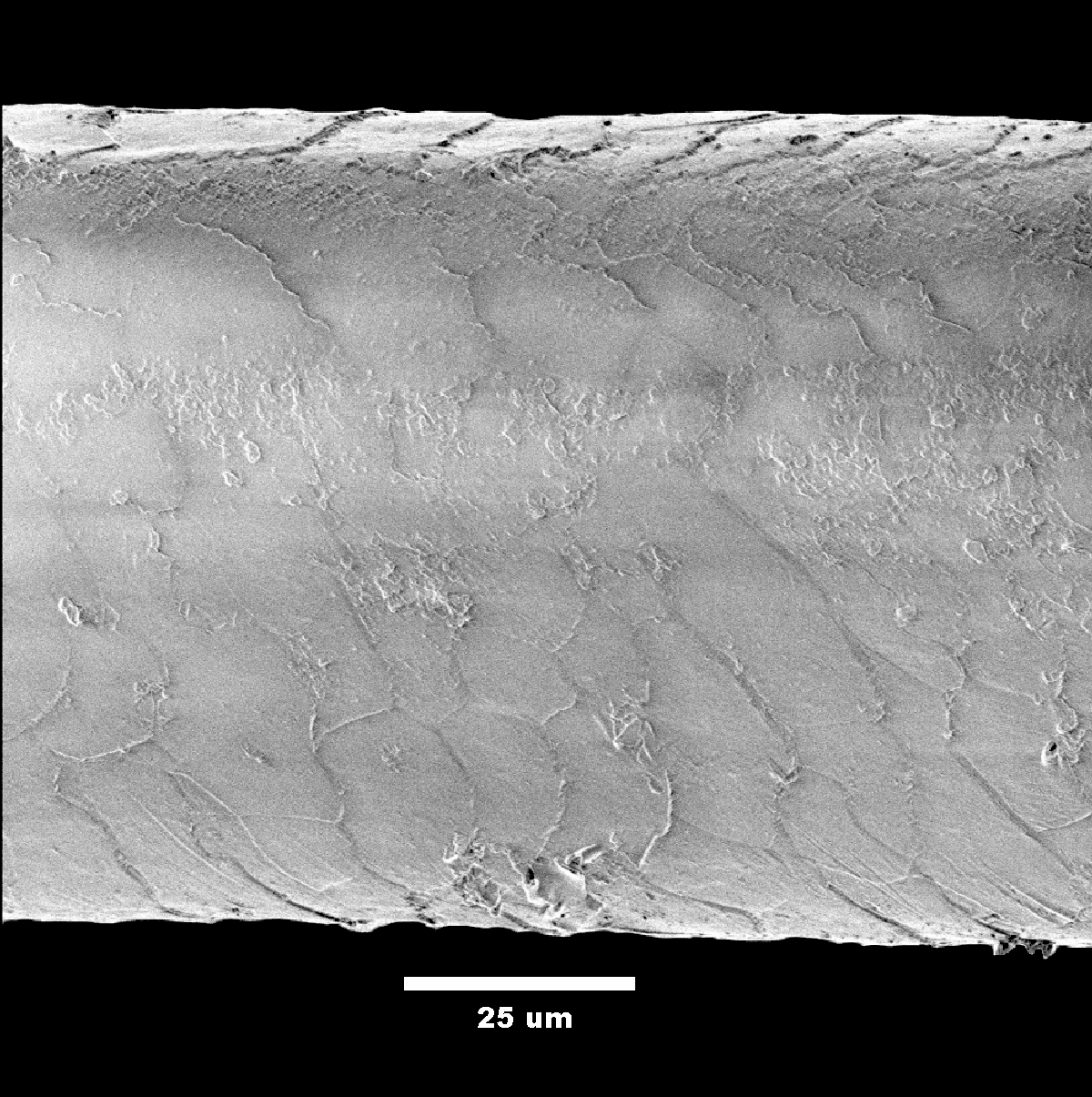
Vlákno alpaky 1 200× zvětšené
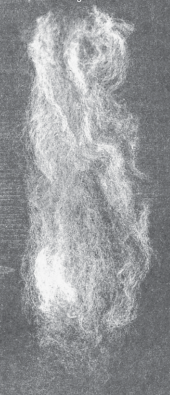
Stapl alpakové vlny, délka asi 19 cm (snímek z roku 1916)
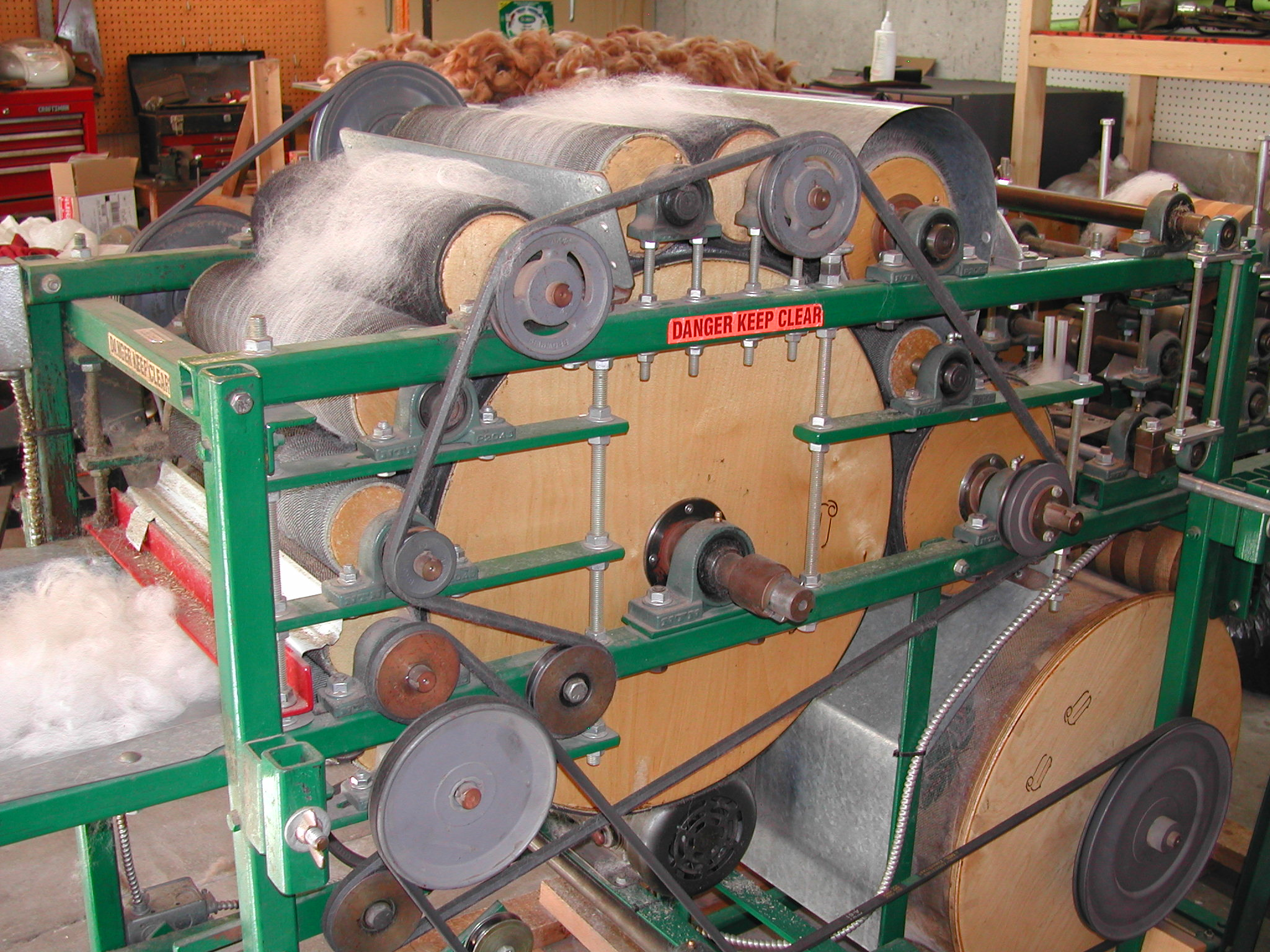
Vlna z alpaky na válcovém mykacím stroji (snímek z roku 2009)
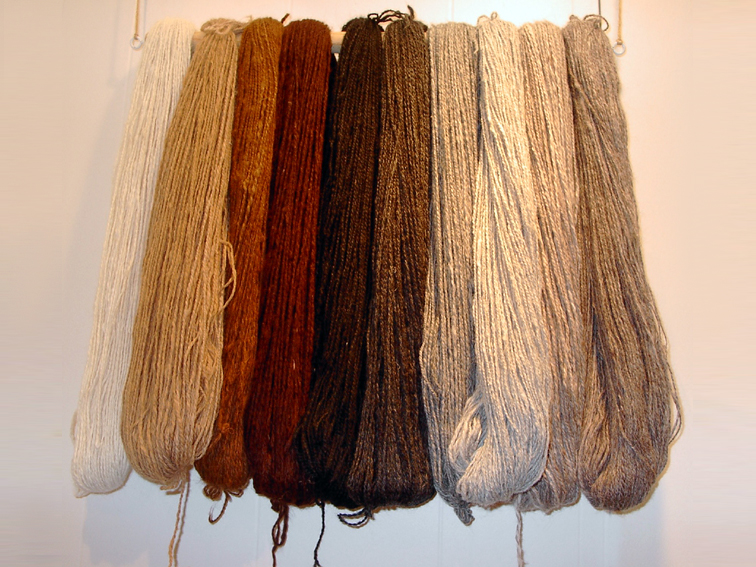
Příze z alpakové vlny
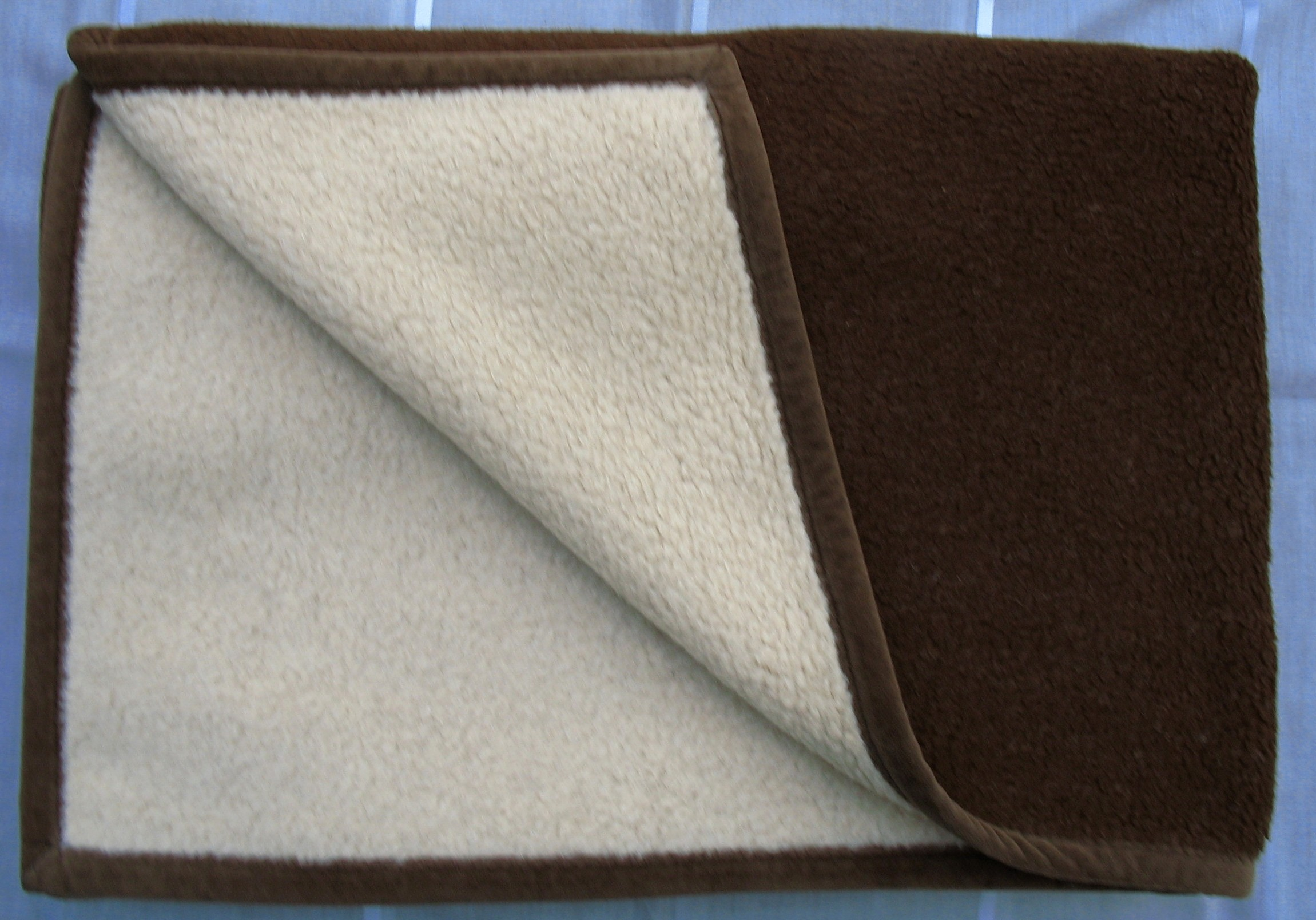
Deka ze 100% alpakové vlny (po 30letém používání)